# Cimoliopterus
Cimoliopterus es un género extinto de pterosaurio pterodactiloideo de Inglaterra, y Estados Unidos.

## Descubrimiento y denominación

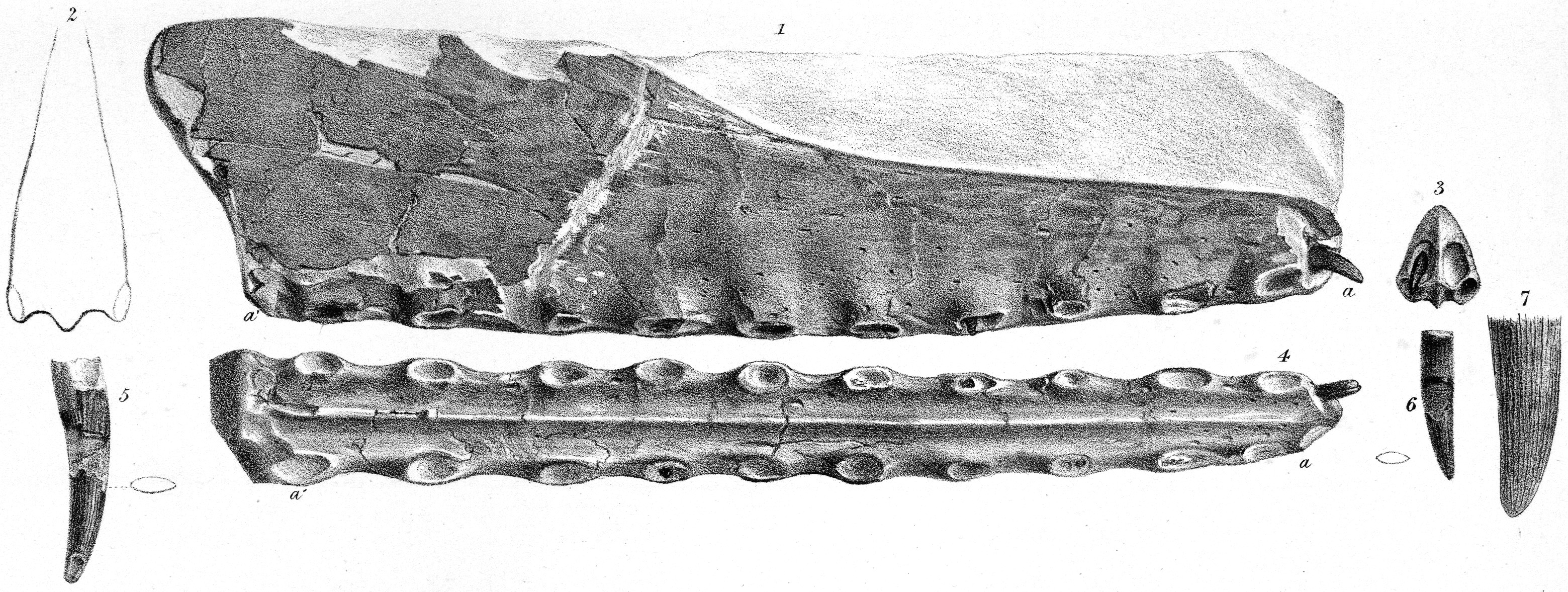
Litografía de 1850 mostrando el diente perdido.

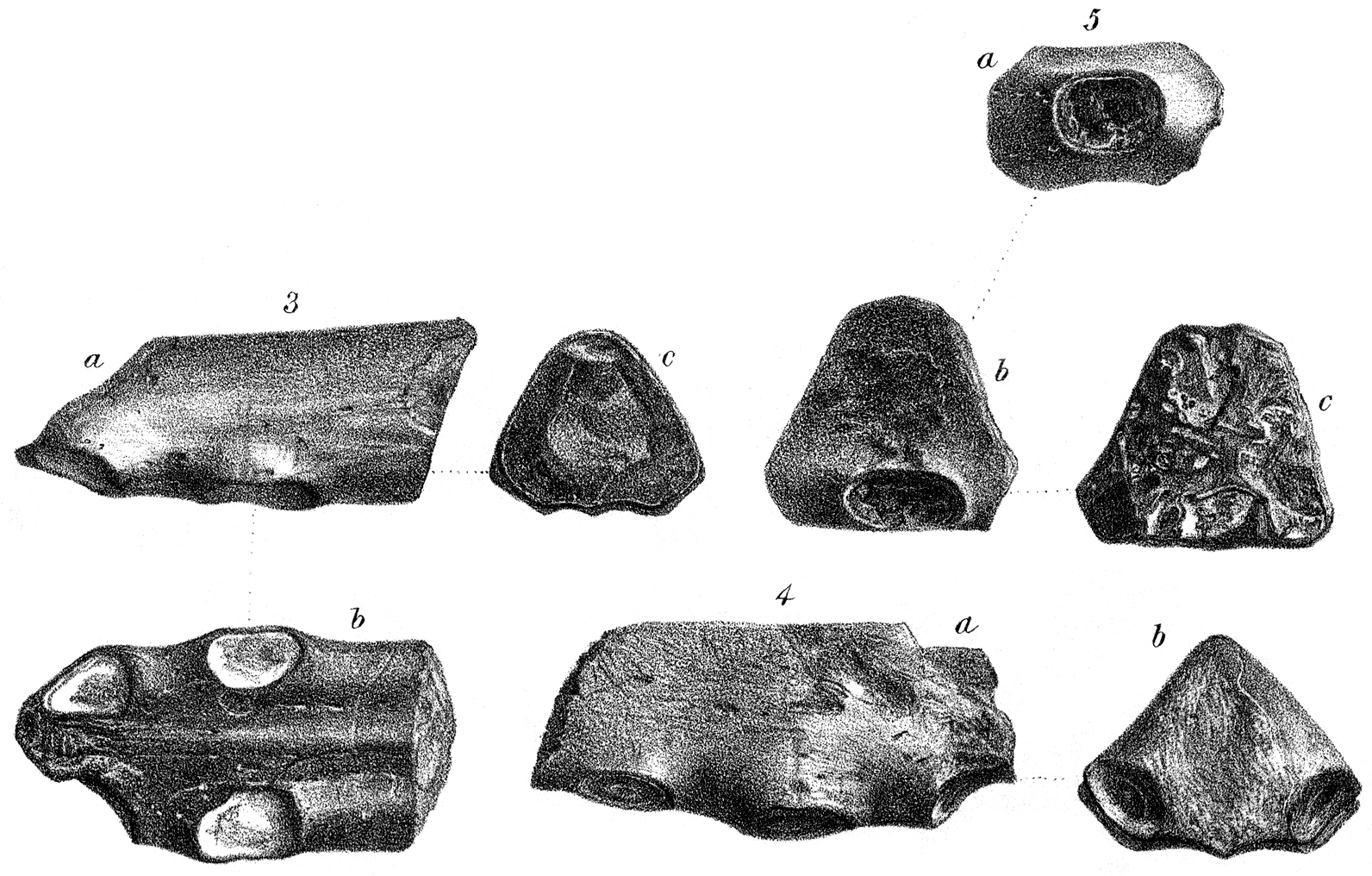
Fragmento mandibular de P. fittoni, que puede ser idéntico a C. cuvieri

En 1851, James Scott Bowerbank nombró y describió algunos restos hallados en una cantera de caliza en Burham cerca de Maidstone en Kent, como una nueva especie de Pterodactylus: Pterodactylus cuvieri. El nombre de la especie honra a Georges Cuvier. En la misma cantera se encontraron restos de Pterodactylus giganteus.
En 1869, Harry Govier Seeley renombró a las especies como Ptenodactylus cuvieri, aunque sin afirmar su validez, lo que le quita su validez según los estándares modernos. En 1870, Seeley se había dado cuenta de que el nombre de género Ptenodactylus ya había sido usado y renombró a la especie como Ornithocheirus cuvieri. En 1874 Richard Owen lo renombró como Coloborhynchus cuvieri; en 2001 David Unwin lo llamó Anhanguera cuvieri.
En 2013, Taissa Rodrigues y Alexander Wilhelm Armin Kellner crearon un género separado: Cimoliopterus. El nombre de género se deriva de Κιμωλία, Kimolia, la caliza blanca de la isla Kímolos (kimolia significa "caliza" en griego) junto al término griego latinizado πτερόν, pteron, "ala". La especie tipo continúa siendo Pterodactylus cuvieri, mientras que la combinatio nova o nuevo nombre combinado esCimoliopterus cuvieri.
El holotipo, NHMUK PV 39409, fue hallado en una capa de la Formación Chalk que data de entre el Cenomaniense al Turoniense. Consiste en un fragmento de hocico. Originalmente preservaba un único diente en la punta del hocico, pero este desapareció por el año 2007.
Ornithocheirus brachyrhinus Seeley 1870 y Pterodactylus fittoni Owen 1859 comparten varias características con C. cuvieri, y por tanto no se puede excluir que sean parte del mismo taxón. Sin embargo, son demasiado incompletos como para ser referidos definitivamente a C. cuvieri, por lo que Rodrigues y Kellner los consideraron nomina dubia.
En 2015, se describió una nueva especie, Cimoliopterus dunni de la Formación Britton en el centro-norte de Texas, Estados Unidos, y data de la época Cenomaniense, a inicios del Cretácico Superior. El espécimen holotipo consiste en un rostro parcial que preserva los alvéolos de 26 dientes y posee una delgada cresta premaxilar que inicia sobre el cuarto alvéolo, una punta del hocico roma y el rostro forma un ángulo de 45° con respecto a la parte anterior del paladar. Este hallazgo extiende la distribución del género a Norteamérica y muestra que las faunas de pterosaurios de Europa y Norteamérica aún mantenían contacto a mediados del Cretácico. El análisis filogenético de la descripción de esta especie indica que Cimoliopterus es un pteranodontoideo cercanamente relacionado con Aetodactylus, también hallado en estratos cenomanienses de Texas.

## Descripción

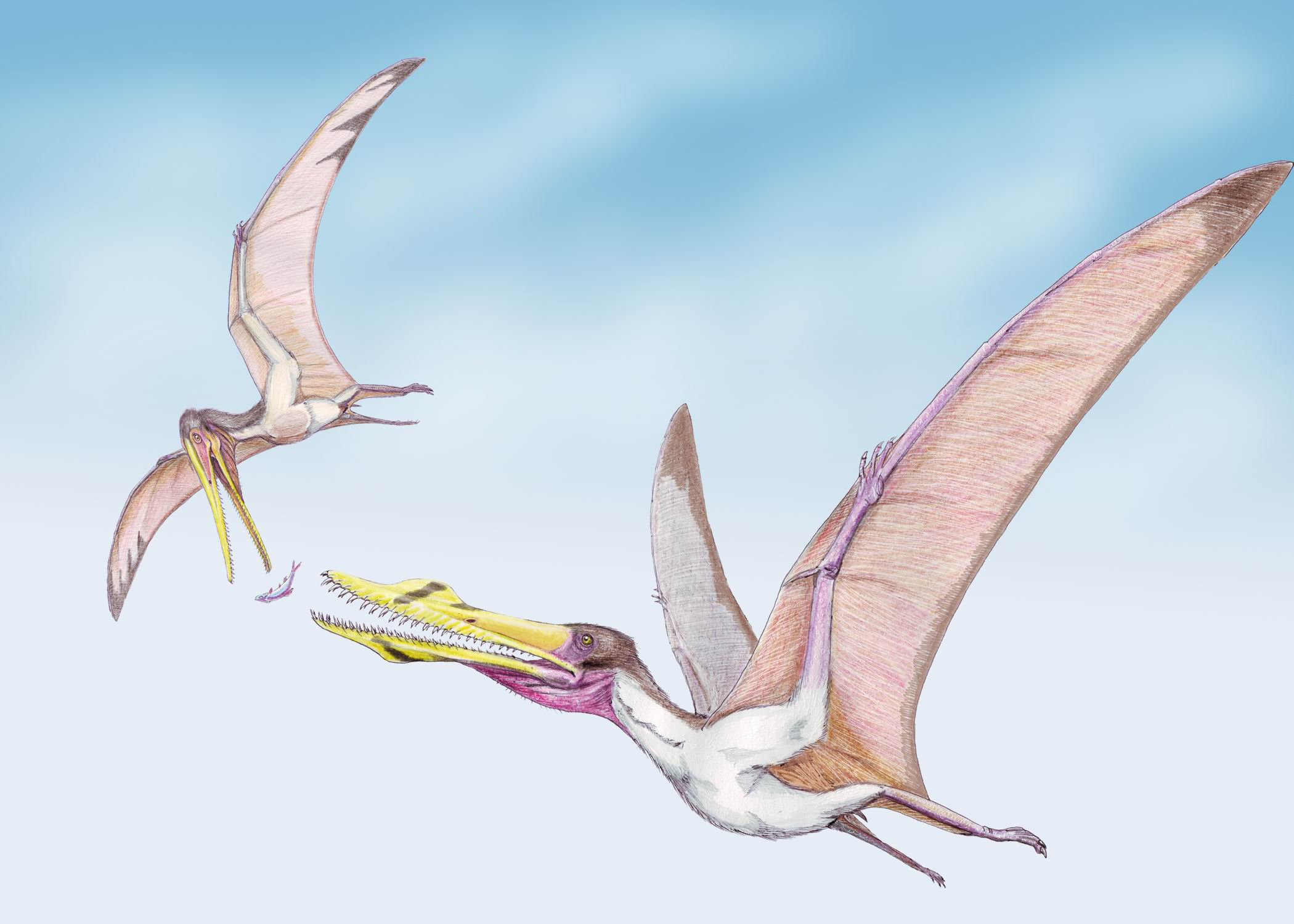
Cimoliopterus acosando a un Lonchodectes.

Bowerbank, haciendo extrapolaciones a partir de los restos de P. giganteus, estimó que la envergadura de P. cuvieri sería de cerca de 5.04 metros, lo cual lo convierte el animal volador de mayor tamaño vivo o extinto conocido en 1851. Esta afirmación es su época se encontró con un considerable escepticismo, aunque posteriores hallazgos mostrarían que hubo pterosaurios aún mayores.
En 2013, Rodrigues y Kellner establecieron dos rasgos únicos derivados o autapomorfias, para Cimoliopterus, que lo diferencian de sus parientes: su cresta se sitúa muy lejos en el premaxilar, al nivel del séptimo par de dientes, pero empieza antes de la fenestra nasoantorbitalis, la gran baertura en el cráneo; tiene una densidad de tres dientes cada tres centímetros al frente de las mandíbulas y de dos dientes en la parte posterior. Aparte de esto Cimoliopterus muestra una combinación única de rasgos más generales: el hocico tiene una cresta; el borde en la zona media del paladar en el frente alcanza el nivel del tercer par de dientes; el paladar se curva hacia arriba; carece de una expansión de la mandíbula en el frente; el segundo y tercer par de dientes son igual de grandes y mayores que el cuarto par de dientes; en la parte posterior la distancia entre los dientes se incrementa gradualmente.

## Filogenia

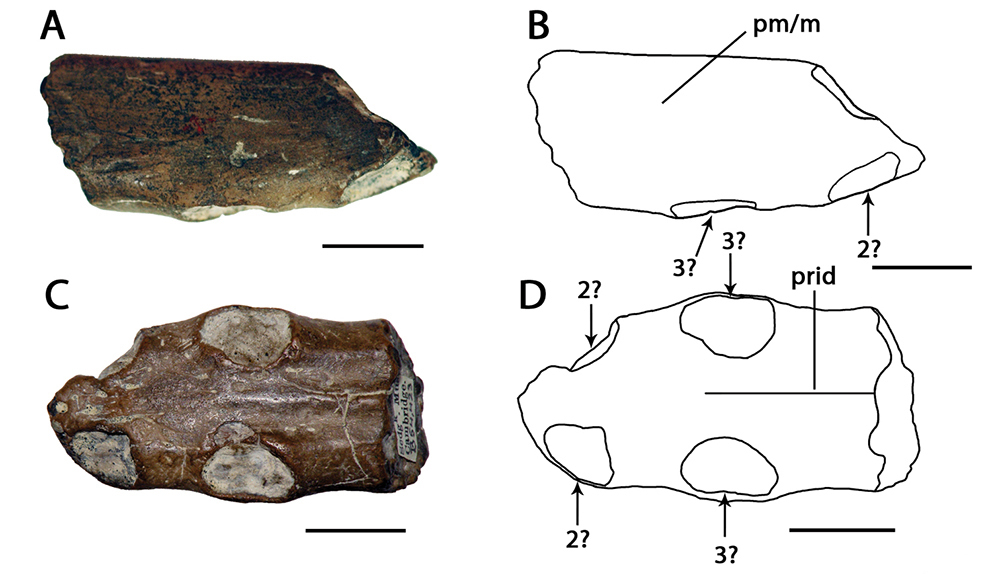
El holotipo de P. fittoni.

Cimoliopterus fue asignado por Rodrigues y Kellner al grupo Pteranodontoidea, en una posición incierta (incertae sedis). Los análisis cladísticos indicaron una posición en el árbol evolutivo superior a la de Istiodactylus pero por debajo de una politomía formada por especies más derivadas.